# Orrin Powell
Orrin Powell (ur. w 1992) – jamajski lekkoatleta specjalizujący się w rzut oszczepem.
Podczas mistrzostw Ameryki Środkowej i Karaibów w 2013 roku zajął piąte miejsce.
Złoty medalista mistrzostw Jamajki. 
Rekord życiowy: 75,01 (20 lutego 2016, Kingston) – rezultat ten jest aktualnym rekordem Jamajki. 

## Osiągnięcia
| Rok  | Impreza                                  | Miejsce  | Lokata            | Wynik |
| ---- | ---------------------------------------- | -------- | ----------------- | ----- |
| 2013 | Mistrzostwa Ameryki Środkowej i Karaibów | Morelia  | 5. miejsce        | 67,10 |
| 2014 | Igrzyska Wspólnoty Narodów               | Glasgow  | el. – 20. miejsce | 61,09 |
| 2014 | Igrzyska Ameryki Środkowej i Karaibów    | Xalapa   | 7. miejsce        | 68,62 |
| 2015 | Mistrzostwa NACAC                        | San José | 6. miejsce        | 68,88 |